# Hesperoptenus blanfordi
Hesperoptenus blanfordi (Dobson, 1877) è un pipistrello della famiglia dei Vespertilionidi diffuso nell'Ecozona orientale.

## Descrizione

### Dimensioni
Pipistrello di piccole dimensioni, con la lunghezza dell'avambraccio tra 24 e 29 mm, la lunghezza della coda tra 27 e 32 mm, la lunghezza del piede tra 7 e 11 mm, la lunghezza delle orecchie tra 10 e 12 mm e un peso fino a 8,5 g.

### Aspetto
La pelliccia è liscia, leggermente lucida e più lunga sulle spalle. Il colore generale del corpo è marrone scuro, talvolta con dei riflessi rossastri. Il muso è piatto, largo, leggermente ricoperto di peli, privo di ghiandole sui lati e con le narici che si aprono lateralmente e verso il basso. Le orecchie sono triangolari e ben separate tra loro, con un lobo distinto alla base del margine anteriore e l'estremità arrotondata. L'antitrago è ispessito, mentre una piccola verruca ricoperta di peli è posizionata tra il margine posteriore e lato della testa. Il trago è piccolo, corto, arrotondato, con il margine interno diritto, quello esterno convesso e con una piccola proiezione alla base. Le membrane alari sono marroni. Alla base del pollice e sulla pianta dei piccoli piedi sono presenti dei cuscinetti carnosi marroni scuri poco sviluppati. L'avambraccio è dorsalmente ricoperto di peli. La coda è lunga ed inclusa completamente nell'ampio uropatagio. Il calcar è provvisto di un lobo terminale supportato da uno sperone cartilagineo. 

### Ecolocazione
Emette ultrasuoni a ciclo di lavoro alto sotto forma di impulsi di breve durata a frequenza modulata iniziale di 91 kHz e finale di 33 kHz.

## Biologia

### Comportamento
Si rifugia in piccoli gruppi alle entrate delle grotte, preferibilmente calcaree.

### Alimentazione
Si nutre di insetti catturati in volo sopra la volta forestale o su spazi aperti come specchi d'acqua.

## Distribuzione e habitat
Questa specie è diffusa nell'Indocina dal Myanmar meridionale, Thailandia occidentale e peninsulare, Laos centrale e meridionale, Cambogia occidentale, Vietnam meridionale, Penisola Malese e nella provincia malese di Sabah, nel Borneo settentrionale e nella parte sud-orientale dell'isola stessa.
Vive in diversi tipi di habitat, dalle foreste umide di pianura alle foreste secche di dipterocarpi e collinari.

## Conservazione
La IUCN Red List, considerato il vasto areale, la sua presenza in diversi tipi di habitat, la mancanza di minacce conosciute e la presenza in diverse aree protette, classifica H.blanfordi come specie a rischio minimo (Least Concern)).